# Mauro Piacenza
Mauro Piacenza (Genova, 15 settembre 1944) è un cardinale e arcivescovo cattolico italiano, dal 6 aprile 2024 penitenziere maggiore emerito.

## Biografia
È nato a Genova, città capoluogo della regione Liguria, di provincia e sede arcivescovile, il 15 settembre 1944.

### Formazione e ministero sacerdotale
Il 21 dicembre 1969 è stato ordinato presbitero dal cardinale Giuseppe Siri, arcivescovo di Genova.
Ha ricoperto inizialmente gli incarichi di vicario della parrocchia di Nostra Signora del Carmine e Sant'Agnese, confessore presso il seminario arcivescovile maggiore e cappellano dell'Università degli studi di Genova.
Si è laureato in diritto canonico a pieni voti (summa cum laude) presso la Pontificia Università Lateranense nel 1975. In seguito è stato delegato arcivescovile per l'università, docente di diritto canonico presso la Facoltà teologica dell'Italia settentrionale, giudice presso il tribunale ecclesiastico diocesano e regionale ligure; poi addetto stampa arcivescovile, assistente diocesano del Movimento ecclesiale di impegno culturale, docente di cultura contemporanea e di storia dell'ateismo presso l'Istituto superiore di scienze religiose "Ligure" e di teologia dogmatica presso l'Istituto diocesano di teologia per Laici "Didascaleion"; infine insegnante di religione presso alcuni licei statali, tra cui lo storico liceo classico Cristoforo Colombo.
Nel 1986 è stato nominato canonico della cattedrale di San Lorenzo in Genova, mentre dal 1990 ha inizio la sua attività curiale: inizialmente ha prestato servizio presso la Congregazione per il clero, della quale il 25 novembre 1997 è stato nominato capo ufficio e l'11 marzo 2000 ne è divenuto sottosegretario.

### Ministero episcopale e cardinalato

#### Presidente delle Pontificie commissioni per i beni culturali e di archeologia sacra
Il 13 ottobre 2003 papa Giovanni Paolo II lo ha nominato presidente della Pontificia commissione per i beni culturali della Chiesa e contestualmente lo ha elevato alla dignità episcopale, affidandogli la sede titolare di Vittoriana. Il 15 novembre successivo ha ricevuto l'ordinazione episcopale, nella cattedrale di San Lorenzo a Genova, per l'imposizione delle mani del cardinale Tarcisio Bertone, allora arcivescovo di Genova, co-consacranti il cardinale Darío Castrillón Hoyos, prefetto della Congregazione per il clero, e Alberto Tanasini, vescovo ausiliare di Genova e titolare di Suelli.
Il 28 agosto 2004 papa Giovanni Paolo II lo ha nominato anche presidente della Pontificia commissione di archeologia sacra.
In qualità di presidente della Pontificia commissione per i beni culturali della Chiesa si è dedicato alla fruizione dei beni ecclesiastici in chiave catechistica e missionaria. Ha promosso in tal senso incontri con architetti, artisti e artigiani in raduni (presso l'abbazia di Casamari, presso il santuario di Loreto) e mostre (nel Braccio di Carlo Magno in San Pietro in Vaticano, presso il Palazzo della Cancelleria in Roma).
(Mons. Mauro Piacenza, 8 marzo 2008.)
Ha anche promosso dei concerti per l'espressione culturale della musica, con la lettura di brani patristici, magisteriali o tratti dagli scritti dei santi alternati a brani musicali, in un excursus da laudi medievali ai brani contemporanei. Nel 2006 ha composto un'opera lirica con delle parti recitate, ispirata alle beatitudini evangeliche. Tale opera è stata rappresentata in prima a Roma al teatro Argentina, sotto la direzione musicale del maestro Ferdinando Nazzaro e con la partecipazione di cantanti lirici e di attori professionisti.
Ha assicurato la sua supervisione a quattro DVD, editi da San Paolo, dal titolo Quel giorno a Nazaret, e diffusa per mezzo audiovisivo dalla Rai: oltre dieci ore di narrazione supportata da immagini (per un'opera divisa in 20 capitoli, di 25 minuti ciascuna) dei primi duemila anni della Chiesa attraverso i luoghi fisici della sua storia. La storia narrata inizia a Nazaret con l'Incarnazione e procede fino al pontificato di papa Giovanni Paolo II e l'inizio del pontificato di papa Benedetto XVI.
Oltre ai lavori di restauro conservativo del patrimonio catacombale romano e di quello di san Gennaro a Napoli, ha valorizzato le catacombe romane con celebrazioni liturgiche e la recita degli Acta Martyrum su sottofondo musicale e accompagnati da meditazioni (presso le catacombe di San Sebastiano, San Callisto e Santa Domitilla).

#### Segretario, poi prefetto della Congregazione per il clero
Il 7 maggio 2007 papa Benedetto XVI lo ha nominato segretario della Congregazione per il clero e lo ha elevato alla dignità personale di arcivescovo; ha mantenuto ad interim la guida delle Pontificie commissioni per i beni culturali e di archeologia sacra, che comunque ha lasciato a Gianfranco Ravasi, allora arcivescovo titolare di Villamagna in Proconsolare, il 3 settembre dello stesso anno.
Il 7 ottobre 2010 papa Benedetto XVI lo ha nominato prefetto della Congregazione per il clero e presidente del Consiglio internazionale per la catechesi, succedendo nella carica al cardinale brasiliano Cláudio Hummes, dimissionario per raggiunti limiti d'età.
Il 20 ottobre 2010 papa Benedetto XVI ha annunciato la sua nomina cardinalizia e nel concistoro del 20 novembre seguente lo ha creato e pubblicato cardinale diacono di San Paolo alle Tre Fontane. Ha preso possesso della diaconia il 2 aprile 2011. Fino alla creazione del cardinale Giuseppe Betori, il 12 febbraio 2012, è stato il porporato italiano più giovane.
Dal 2011 è presidente internazionale della Fondazione di diritto pontificio Aiuto alla chiesa che soffre.
Con le dimissioni di papa Benedetto XVI, il 28 febbraio 2013, il suo incarico curiale di prefetto della Congregazione per il clero è cessato.
Ha preso parte come cardinale elettore al conclave del 2013, che ha eletto papa Francesco.
È stato poi riconfermato nel suo incarico dal nuovo pontefice Francesco, il 16 marzo successivo.

#### Penitenziere maggiore
Il 21 settembre 2013 papa Francesco lo ha nominato penitenziere maggiore del tribunale della Penitenzieria apostolica ponendolo a capo del primo dei tre tribunali supremi della Chiesa cattolica e del più antico dicastero della Santa Sede. Il 21 settembre 2018 papa Francesco l'ha confermato nell'incarico donec aliter provideatur.
Il 3 maggio 2021 ha optato per l'ordine presbiterale mantenendo la sua diaconia elevata pro illa vice a titolo.
È membro del Dicastero per il culto divino e la disciplina dei sacramenti e del Dicastero delle cause dei santi.
Il 6 aprile 2024 gli è succeduto nell'incarico di penitenziere maggiore il cardinale Angelo De Donatis, fino ad allora vicario generale per la diocesi di Roma e arciprete della basilica di San Giovanni in Laterano.
Il 15 settembre 2024 ha compiuto ottant'anni e, in base a quanto disposto dal motu proprio Ingravescentem Aetatem di papa Paolo VI del 1970, è uscito dal novero dei cardinali elettori e decaduto da tutti gli incarichi ricoperti nella Curia romana.

## Genealogia episcopale e successione apostolica
La genealogia episcopale è:
- Cardinale Scipione Rebiba
- Cardinale Giulio Antonio Santori
- Cardinale Girolamo Bernerio, O.P.
- Arcivescovo Galeazzo Sanvitale
- Cardinale Ludovico Ludovisi
- Cardinale Luigi Caetani
- Cardinale Ulderico Carpegna
- Cardinale Paluzzo Paluzzi Altieri degli Albertoni
- Papa Benedetto XIII
- Papa Benedetto XIV
- Cardinale Enrico Enriquez
- Arcivescovo Manuel Quintano Bonifaz
- Cardinale Buenaventura Córdoba Espinosa de la Cerda
- Cardinale Giuseppe Maria Doria Pamphilj
- Papa Pio VIII
- Papa Pio IX
- Cardinale Gustav Adolf von Hohenlohe-Schillingsfürst
- Arcivescovo Salvatore Magnasco
- Cardinale Gaetano Alimonda
- Cardinale Agostino Richelmy
- Vescovo Giuseppe Castelli
- Vescovo Gaudenzio Binaschi
- Arcivescovo Albino Mensa
- Cardinale Tarcisio Bertone, S.D.B.
- Cardinale Mauro Piacenza

La successione apostolica è:
- Vescovo Krzysztof Józef Nykiel (2024)

## Opere
- M. Piacenza (a cura di), Sacerdoti per il 3º millennio, Ed. Marietti, Genova-Milano 2003.
- M. Piacenza, Il Sigillo, Cristo fonte dell'identità del prete, edizione Cantagalli, Siena, 2010 (traduzioni in spagnolo: El Sillo – ed. Palabra; traduzioni in francese: Elus du Seigneur, ed. Artege).
- M. Piacenza (prefazione e contributo di), Preti Sposati? 30 domande scottanti sul celibato, Ed. Elledici, Rivoli, 2011 (traduzione in spagnolo: Curas Casados? Ed. Rialp; traduzioni in inglese: married priests? ed. Ignatius press, San Francisco, 2012).
- M. Piacenza, Presbyterorum Ordinis 50 anni dopo, edizioni Cantagalli, Siena, 2013.
- M. Piacenza, Preti nella modernità, collana Cristianesimo e cultura, Cantagalli, Siena, 2013.
- M. Piacenza, presentazione, Il sigillo confessionale e la privacy pastorale, Libreria Editrice Vaticana, 2015.
- M. Piacenza, S. Gaeta, Il Giubileo della Misericordia, RAI-ERI, 2015
- M. Piacenza, Il Vescovo animatore della comunione, Libreria Editrice Vaticana, 2016.
- Papa Francesco, presentazione, M. Piacenza, prefazione, Peccato, Misericordia, Riconciliazione-Dizionario Teologico Pastorale, Libreria Editrice Vaticana, 2016.
- M. Piacenza, prefazione e prolusione, Misericordiae Vultus, Libreria editrice Vaticana, 2016.

## Onorificenze
- Il consiglio comunale di Borghetto Vara nel 2012 gli ha conferito la cittadinanza onoraria[senza fonte].
- Il consiglio comunale di Senale-San Felice nel gennaio 2014 lo ha nominato suo primo cittadino onorario[16].